# Roujiamo
Roujiamo (xinès simplificat: 肉夹馍, pinyin: ròujiāmó, literalment 'entrepà de carn') és un menjar de carrer originari de la cuina de la província de Shaanxi, i que es consumeix àmpliament a tota la Xina. Als Estats Units, i a altres llocs d'influència occidental, també se la coneix com hamburguesa xinesa.
La versió vegetariana del plat es coneix com Caijiamo.

## El plat

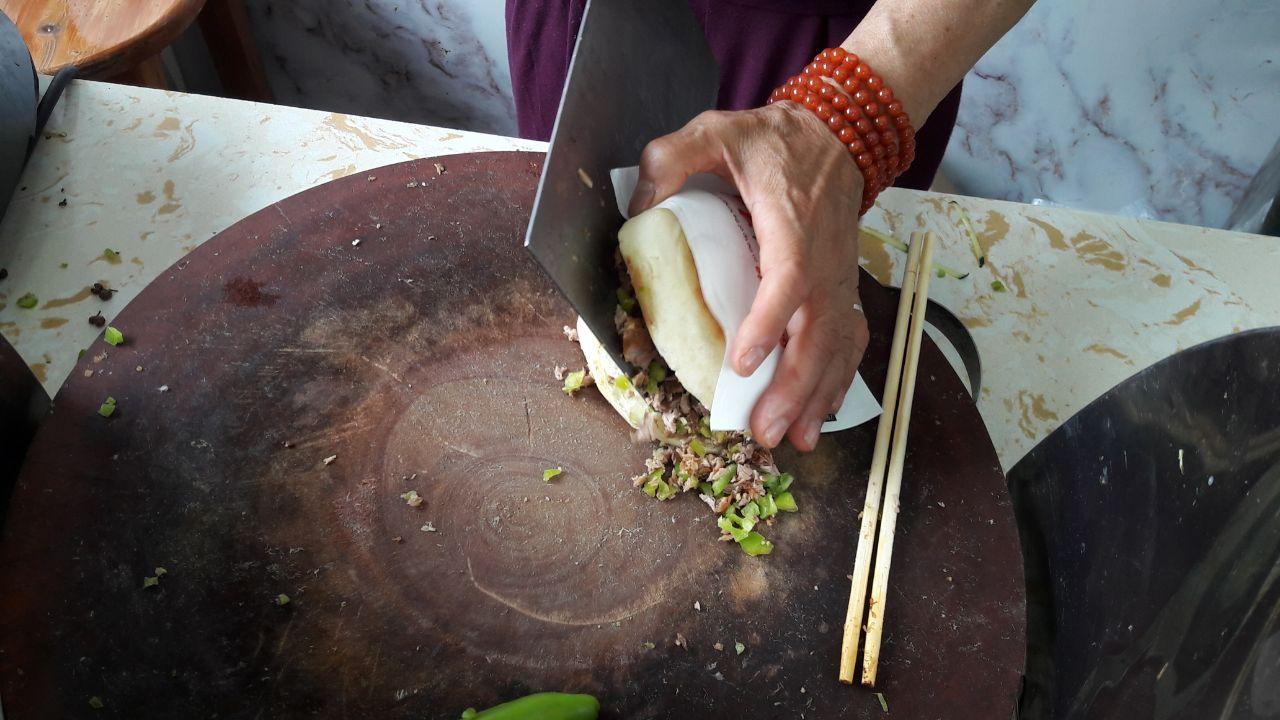
Preparació del Roujiamo.

La carn que més d'hi utilitza és de porc, estofada durant hores en una sopa que conté més de 20 espècies i condiments. Tot i que és possible utilitzar menys espècies (cosa que fan molts venedors), la carn resultant és menys saborosa.
També hi ha algunes alternatives disponibles. Per exemple, a les zones musulmanes de Xi'an, la carn sol ser de vedella (amanida amb comí i pebre), i a la província de Gansu sovint és d'ovella. Per a la preparació, la carn és picada o trossejada i farcida de "baijimo", una espècie de pa. Un autèntic baijimo es fa a partir d'una massa de farina de blat amb rent i després es cou al forn de fang, però ara a moltes parts de la Xina, el baijimo es fa en una paella, donant un gust que divergeix significativament del forn de fang. Segons els tipus d'espècies que s'utilitzen per cuinar la carn i la forma en què es fa el pa, el gust del roujiamo pot variar molt d'un venedor a un altre. El Roujiamo no és un menjar complet i sovint es ven conjuntament amb el Liangpi, un altre plat típic de la regió que amb el Bingfeng, conformen el Triangle de Xi'an.
Es considera es roujiamo com l'equivalent xinès a l'hamburguesa occidental i dels entrepans de carn. El Roujiamo es considera un dels tipus d'hamburgueses més antics del món, ja que el pa o "mo" es remunta a la dinastia Qin (221–206 aC) i la carn a la dinastia Zhou (1045–256 aC). No obstant això, com que la gent ha estat clavant carn dins de pans a tot el món durant segles, no se sap amb certesa on es va fer el primer, si bé se sap que a Tongguan, on el plat és molt típic, va ser descobert per un emperador de la dinastia Tang.